# PSA Bronto
PSA Bronto (russe : ПСА Бронто) était une entreprise russe de production de véhicules spéciaux et de SUV, il s’agissait d'une filiale appartenant à 100% à AvtoVAZ.

## Histoire

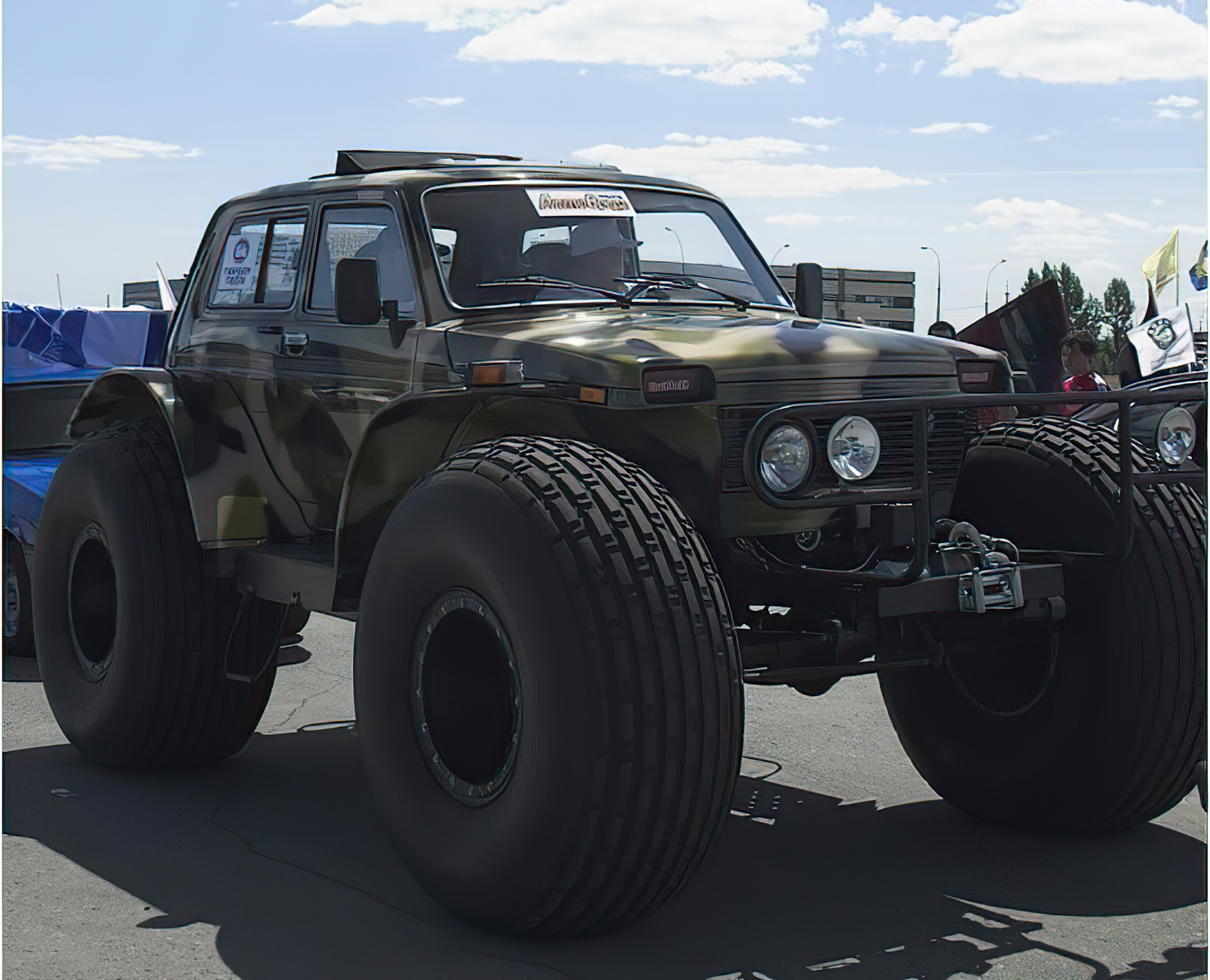
Lada Bronto Marsh-1

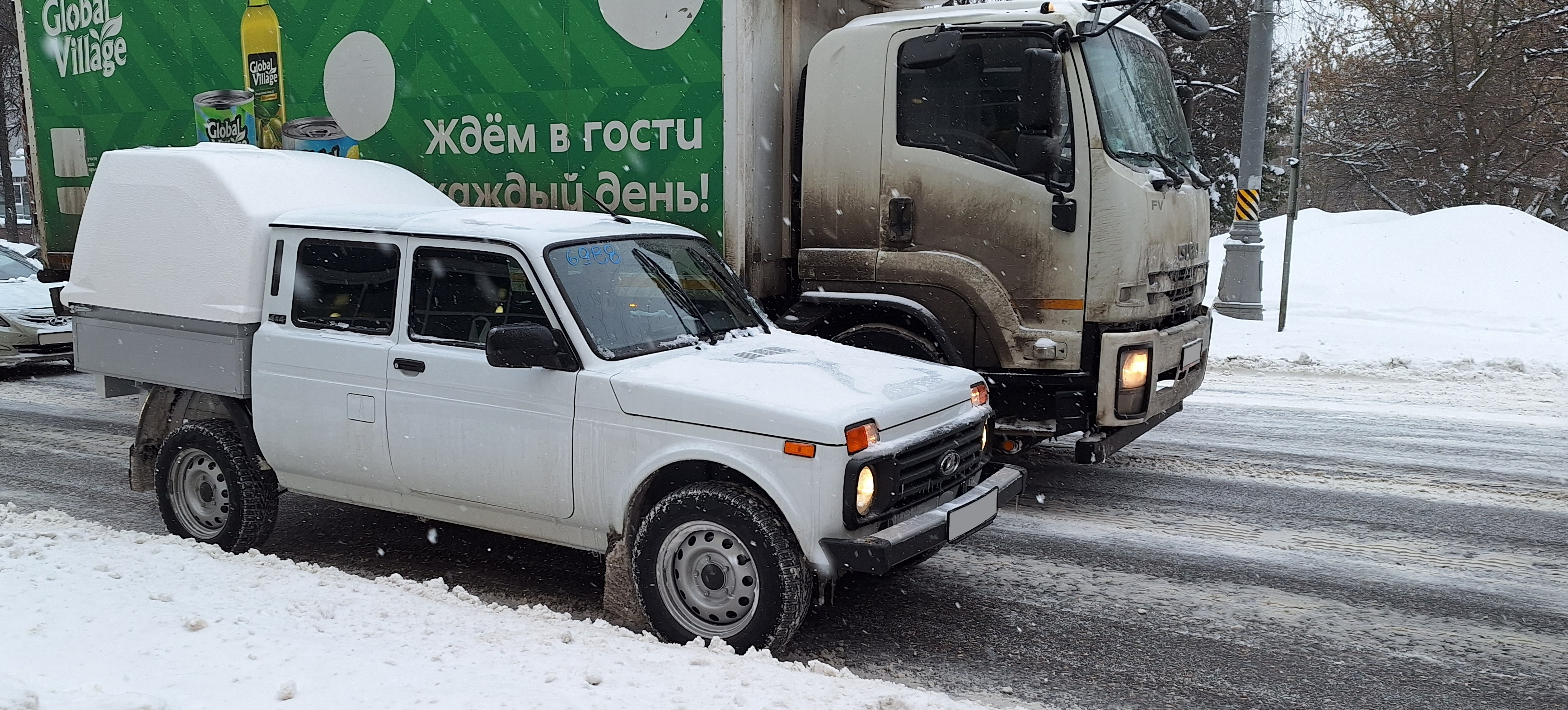
Bronto "Ryus`"

En 1993, la production de véhicules blindés spéciaux et de SUV sur la plate-forme Lada Niva, PSA Bronto, a été créée dans le cadre du centre de recherche AvtoVAZ. L'année suivante, plus de 200 exemplaires de ce modèle ont été vendus, ce qui a permis à l'entreprise de commencer à travailler sur de nouveaux projets.
La Lada Bronto Marsh-1 (1922-00) est l'un des rares véhicules produits en série sur des pneus ballon massifs. En développant le modèle du principal ingénieur d'AvtoVAZ, Pyotr Prusov, la société a créé le véhicule tout-terrain Marsh-1, un swamp buggy, qui est devenu une véritable sensation au salon de l'auto de Moscou en 1995. Cette voiture est conçue pour fonctionner dans des conditions spécifiques associées à des marécages, de la neige profonde, des dunes de sable. Ses premiers exemplaires sont allés à Surgut et Nadym. En 2002, plus de 30 SUV 192200 "March" ont été achetés par le gouvernement de Yakoutie,,.
En 1996, la coopération de PSA Bronto avec la Sberbank a commencé, pour laquelle l'entreprise a fabriqué 500 véhicules blindés de trésorerie. Après avoir continué dans de nouvelles modifications en 2002 sur la plate-forme Nadezhda "Bronto-212090" et sur la plate-forme Lada Niva "Bronto-213102". En 2004, le modèle Bronto-194900 est sorti sur la plate-forme Chevrolet Niva.
En 2002, sur la plate-forme des véhicules Lada Nadejda et Lada Niva, une modification du véhicule tout-terrain Marsh-2 a été créée. Son intérieur permettait à huit passagers d'être loger confortablement: deux personnes étaient placées sur les sièges avant et six à l'arrière. La voiture était équipée de deux réservoirs de carburant de 70 litres chacun, et sa conception permettait d'installer des groupes motopropulseurs VAZ essence et diesel sur une voiture. Les premiers clients de la nouvelle modification étaient JSC Centrenergo RAO UES de Russie.
En 2005, le PSA Bronto, basé sur la Niva, lance la voiture ouverte "Landole", dessinée par Sergey Samoilov et développer un prototype de la voiture électrique "Brontokar".
En 2009, le PSA Bronto a présenté un nouveau SUV en camouflage, sur la plate-forme Niva Lynx, qui a été poursuivi dans les séries Niva-Lynx1, Niva-Lynx2 et Niva-Lynx3. La dernière série Lynx-3 est également connue sous le nom de Niva-Bronto 213102-771-40 Force Comdiv,,.
En 2012, AvtoVAZ a réintégré la société VIS-AVTO, qui était auparavant située dans le groupe d'entreprises Groupe SOK, en la combinant avec PSA Bronto,.